# Associazione Calcio Riozzese 2007-2008
Questa voce raccoglie le informazioni riguardanti l'Associazione Calcio Riozzese nelle competizioni ufficiali della stagione 2007-2008.

## Stagione
Nel campionato di Serie A 2007-2008 il club terminò al 7º posto.

In Coppa Italia fu eliminata in semifinale dalla Torres (1-2 in casa e 0-3 fuori).

## Organigramma societario
Tratto dal sito Football.it.
Area amministrativa
- Presidente: Mileto Faraguna
- Vice Presidente: Roberto Tognoni
- Direttore Sportivo: Giovanni Castoldi
- Segretario Generale: Aldo Ducci
- Magazziniere: Silvano Panigada

Area tecnica
- Allenatore: Giovanni Franco Lanzani
- Allenatore in seconda: Matteo Festa
- Allenatore portieri: Vittorio Maraboli

## Rosa
| N. |                   | Ruolo | Calciatrice              |
| -- | ----------------- | ----- | ------------------------ |
|    | Italia (bandiera) | P     | Marisa Gorno (1971)      |
|    | Italia (bandiera) | P     | Francesca Ventura (1985) |
|    | Italia (bandiera) | D     | Elisa Asperti (1984)     |
|    | Italia (bandiera) | D     | Barbara Bonini (1980)    |
|    | Italia (bandiera) | D     | Filomena De Vincenzo     |
|    | Italia (bandiera) | D     | Francesca Sironi (1984)  |
|    | Italia (bandiera) | D     | Francesca Tonani (1985)  |
|    | Italia (bandiera) | D     | Eva Valeri (1982)        |
|    | Italia (bandiera) | C     | Chiara Carpino (1985)    |
|    | Italia (bandiera) | C     | Monica Lanzani (1984)    |

| N. |                   | Ruolo | Calciatrice             |
| -- | ----------------- | ----- | ----------------------- |
|    | Italia (bandiera) | C     | Jessica Mantuano (1991) |
|    | Italia (bandiera) | C     | Elisa Perini (1984)     |
|    | Italia (bandiera) | C     | Chiara Pignedoli (1988) |
|    | Italia (bandiera) | C     | Silvia Piva (1988)      |
|    | Italia (bandiera) | C     | Laura Sironi (1983)     |
|    | Italia (bandiera) | A     | Laura Biliato (1988)    |
|    | Italia (bandiera) | A     | Tatiana Bonetti (1991)  |
|    | Italia (bandiera) | A     | Anna De Falco (1988)    |
|    | Italia (bandiera) | A     | Erika Piazzolla (1985)  |
|    | Italia (bandiera) | A     | Chiara Piccinno (1985)  |

## Calciomercato

### Sessione estiva
| Acquisti | Acquisti | Acquisti | Acquisti |
| R.       | Nome     | a        | Modalità |
| -------- | -------- | -------- | -------- |
|          |          |          |          |

| Cessioni | Cessioni | Cessioni | Cessioni |
| R.       | Nome     | a        | Modalità |
| -------- | -------- | -------- | -------- |
|          |          |          |          |

## Risultati

### Serie A

#### Girone di andata
| Arbitro: | Matteo Mauri (Trento) |

|                                         |           |  |
| Gabbiadini 41’ Panico 63’ Perobello 92’ | Marcatori |  |

| Arbitro: | Marco Mainardi (Bergamo) |

|                             |           |           |
| De Vincenzo 42’ Bonetti 93’ | Marcatori | 1’ Sodini |

| Arbitro: | Andrea Ceol (Merano) |

|  |           |                   |
|  | Marcatori | 40’, 57’ Piccinno |

| Arbitro: | Paride De Angeli (Abbiategrasso) |

|                              |           |            |
| Piccinno 42’, 44’ Perini 87’ | Marcatori | 32’ Brutti |

| Arbitro: | Luca Zanette (Conegliano) |

|                   |           |  |
| Maglio 12’ (rig.) | Marcatori |  |

| Arbitro: | Morello (Gallarate) |

|             |           |                            |
| Carpino 55’ | Marcatori | 16’ Mauro 47’, 86’ Brumana |

| Arbitro: | Giuseppe Panarese (Chiasso) |

|                                       |           |              |
| Cama 2’, 24’ Österle 85’ Zambetta 91’ | Marcatori | 46’ Piccinno |

| Arbitro: | Marco Serra (Torino) |

|              |           |  |
| Mantuano 15’ | Marcatori |  |

| Arbitro: | Nicola Zuliani (Biella) |

|                        |           |             |
| Stracchi 22’ Greco 56’ | Marcatori | 62’ Bonetti |

| Arbitro: | Fabio Ghellere (Parma) |

|             |           |                               |
| Riboldi 28’ | Marcatori | 22’, 60’ Bonetti 44’ Piccinno |

| Arbitro: | Brigandì (Genova) |

|            |           |                      |
| Tonani 18’ | Marcatori | 6’ Fuselli 48’ Conti |

#### Girone di ritorno
| Arbitro: | Nicola Zuliani (Biella) |

|  |           |                                                      |
|  | Marcatori | 26’, 38’, 57’, 69’ Panico 56’ Girelli 90’ Gabbiadini |

| Arbitro: | Marco Mainardi (Bergamo) |

|                      |           |           |
| Sodini 62’ Gueli 66’ | Marcatori | 6’ Tonani |

| Arbitro: | Andrea Riccardi (Novara) |

|                   |           |                         |
| Piccinno 15’, 21’ | Marcatori | 19’ Adegoke 54’ Ferrari |

| Arbitro: | Giulia Beghin (Padova) |

|                           |           |                                |
| Sabatino 8’, 74’ Berg 11’ | Marcatori | 63’ Sironi 88’ (rig.) De Falco |

| Arbitro: | Antonio Pinzone Vecchio (Genova) |

|            |           |  |
| Perini 32’ | Marcatori |  |

| Arbitro: | Lorenzo Ferrari (Mestre) |

|                      |           |             |
| Camporese 82’ (rig.) | Marcatori | 63’ Bonetti |

| Arbitro: | Fabio Ghellere (Parma) |

|              |           |  |
| Piccinno 29’ | Marcatori |  |

| Arbitro: | Walther Colì (Bologna) |

|                |           |              |
| Guagni 5’, 57’ | Marcatori | 83’ Piccinno |

| Arbitro: | Melissa Gelmini (Bergamo) |

|  |           |               |
|  | Marcatori | 9’, 33’ Greco |

| Arbitro: | Alessandro Bertazzoli (Chiari) |

|                        |           |             |
| Bonetti 51’ Tonani 64’ | Marcatori | 77’ Riboldi |

| Arbitro: | Izzo (Alghero) |

|                        |           |                             |
| Fuselli 14’ Pintus 47’ | Marcatori | 9’ De Vincenzo 16’ Piccinno |

### Coppa Italia

#### Primo turno
Girone F

#### Ottavi di finale
| Cerro al Lambro 8 marzo 2008 Andata | Riozzese         | 0 – 0 | ACF Milan | Stadio comunale\| Arbitro: \| Andresi (Milano) \| |
| Arbitro:                            | Andresi (Milano) |       |           |                                                   |

| Arbitro: | Rossi (Milano) |

|                      |           |                   |
| Celentano 70’ (rig.) | Marcatori | 36’, 77’ Piccinno |

#### Quarti di finale
| Arbitro: | Diroldi (Lovere) |

|                                   |           |               |
| Bonetti 4’, 20’, 45’ De Falco 73’ | Marcatori | 80’ Corradino |

| Arbitro: | Pirone (Ercolano) |

|                       |           |  |
| Cianci 5’ Coletta 23’ | Marcatori |  |

#### Semifinali
| Arbitro: | Nicola Storace (Novi Ligure) |

|             |           |                         |
| Bonetti 15’ | Marcatori | 60’ Iannella 78’ Pintus |

| Codrongianos 31 maggio 2008, ore 15:00 CEST Ritorno | Torres | 3 – 0 referto | Riozzese | Stadio comunale (sintetico) |

## Statistiche

### Statistiche di squadra
| Competizione | Punti | In casa | In casa | In casa | In casa | In casa | In casa | In trasferta | In trasferta | In trasferta | In trasferta | In trasferta | In trasferta | Totale | Totale | Totale | Totale | Totale | Totale | DR  |
| Competizione | Punti | G       | V       | N       | P       | Gf      | Gs      | G            | V            | N            | P            | Gf           | Gs           | G      | V      | N      | P      | Gf     | Gs     | DR  |
| ------------ | ----- | ------- | ------- | ------- | ------- | ------- | ------- | ------------ | ------------ | ------------ | ------------ | ------------ | ------------ | ------ | ------ | ------ | ------ | ------ | ------ | --- |
| Serie A      | 27    | 11      | 6       | 1       | 4       | 14      | 18      | 11           | 2            | 2            | 7            | 14           | 21           | 22     | 8      | 3      | 11     | 28     | 39     | -11 |
| Coppa Italia | -     | -       | -       | -       | -       | -       | -       | -            | -            | -            | -            | -            | -            | -      | -      | -      | -      | -      | -      | -   |
| Totale       | -     | -       | -       | -       | -       | -       | -       | -            | -            | -            | -            | -            | -            | -      | -      | -      | -      | -      | -      | -   |

### Statistiche delle giocatrici
| Giocatore      | Serie A  | Serie A | Serie A     | Serie A    | Coppa Italia | Coppa Italia | Coppa Italia | Coppa Italia | Totale   | Totale | Totale      | Totale     |
| Giocatore      | Presenze | Reti    | Ammonizioni | Espulsioni | Presenze     | Reti         | Ammonizioni  | Espulsioni   | Presenze | Reti   | Ammonizioni | Espulsioni |
| -------------- | -------- | ------- | ----------- | ---------- | ------------ | ------------ | ------------ | ------------ | -------- | ------ | ----------- | ---------- |
| E. Asperti     | 21       | 0       | 1           | 0          | ?            | ?            | ?            | ?            | 21+      | 0+     | 1+          | 0+         |
| M. Avanti      | 0        | 0       | 0           | 0          | ?            | ?            | ?            | ?            | 0+       | 0+     | 0+          | 0+         |
| L. Biliato     | 1        | 0       | 0           | 0          | ?            | ?            | ?            | ?            | 1+       | 0+     | 0+          | 0+         |
| T. Bonetti     | 18       | 6       | 1           | 0          | ?            | ?            | ?            | ?            | 18+      | 6+     | 1+          | 0+         |
| B. Bonini      | 4        | 0       | 0           | 0          | ?            | ?            | ?            | ?            | 4+       | 0+     | 0+          | 0+         |
| C. Carpino     | 14       | 1       | 1           | 0          | ?            | ?            | ?            | ?            | 14+      | 1+     | 1+          | 0+         |
| A. De Falco    | 9        | 1       | 0           | 0          | ?            | ?            | ?            | ?            | 9+       | 1+     | 0+          | 0+         |
| F. De Vincenzo | 16       | 2       | 1           | 0          | ?            | ?            | ?            | ?            | 16+      | 2+     | 1+          | 0+         |
| A. Dudine      | 0        | 0       | 0           | 0          | ?            | ?            | ?            | ?            | 0+       | 0+     | 0+          | 0+         |
| M. Gorno       | 21       | -38     | 0           | 0          | ?            | ?            | ?            | ?            | 21+      | -38+   | 0+          | 0+         |
| M. Lanzani     | 18       | 0       | 3           | 0          | ?            | ?            | ?            | ?            | 18+      | 0+     | 3+          | 0+         |
| J. Mantuano    | 18       | 1       | 1           | 0          | ?            | ?            | ?            | ?            | 18+      | 1+     | 1+          | 0+         |
| E. Perini      | 21       | 2       | 2           | 1          | ?            | ?            | ?            | ?            | 21+      | 2+     | 2+          | 1+         |
| E. Piazzola    | 0        | 0       | 0           | 0          | ?            | ?            | ?            | ?            | 0+       | 0+     | 0+          | 0+         |
| C. Piccinno    | 22       | 11      | 3           | 0          | ?            | ?            | ?            | ?            | 22+      | 11+    | 3+          | 0+         |
| C. Pignedoli   | 3        | 0       | 0           | 0          | ?            | ?            | ?            | ?            | 3+       | 0+     | 0+          | 0+         |
| S. Piva        | 22       | 0       | 1           | 0          | ?            | ?            | ?            | ?            | 22+      | 0+     | 1+          | 0+         |
| F. Sironi      | 20       | 1       | 5           | 0          | ?            | ?            | ?            | ?            | 20+      | 1+     | 5+          | 0+         |
| L. Sironi      | 14       | 0       | 1           | 0          | ?            | ?            | ?            | ?            | 14+      | 0+     | 1+          | 0+         |
| F. Tonani      | 21       | 3       | 0           | 0          | ?            | ?            | ?            | ?            | 21+      | 3+     | 0+          | 0+         |
| E. Valeri      | 21       | 0       | 2           | 0          | ?            | ?            | ?            | ?            | 21+      | 0+     | 2+          | 0+         |
| F. Ventura     | 1        | -1      | 0           | 0          | ?            | ?            | ?            | ?            | 1+       | -1+    | 0+          | 0+         |